# Останинское
Останинское — деревня в Харовском районе Вологодской области.
Входит в состав Харовского сельского поселения, с точки зрения административно-территориального деления — в Харовский сельсовет.
Расстояние до районного центра Харовска по автодороге — 23 км. Ближайшие населённые пункты — Дешинское, Мартыновское, Деряжница.
По переписи 2002 года население — 8 человек.